# Vietrichia linghia
Vietrichia linghia är en nattsländeart som beskrevs av Olah 1989. Vietrichia linghia ingår i släktet Vietrichia och familjen smånattsländor. Inga underarter finns listade i Catalogue of Life.